# Jean de Montpezat de Carbon
Pour les articles homonymes, voir Montpezat.
Jean de Montpezat de Carbon, né en 1605 à Saint-Martory et mort le 5 novembre 1685 à Paris, est un prélat français du XVIIe siècle, archevêque de Bourges puis de Sens.

## Biographie
Jean de Montpezat de Carbon naît en 1605 à Saint-Martory. Il appartient à une ancienne famille de la Guyenne et il est fils de Jean-Antoine, seigneur de Saliers, et de Claire de Mauléon. Jean est le frère de Joseph de Montpezat de Carbon, archevêque de Toulouse.
Il est élu évêque de Saint-Papoul en 1657, puis archevêque de Bourges en 1664 et ensuite de Sens en 1674. Montpezat est abbé commendataire d'Homblieres à partir de 1665, de Saint-Satur à partir de 1670 et du Mas-d'Azil.